# Дари волхвів
«Дари́ волхві́в» (англ. The Gift of the Magi) — новела (оповідання) американського письменника О. Генрі, написана у 1905 році. Сюжет твору розповідає про святкування Різдва у сім'ї Янгів, про вибір подарунків, побудований на щирих почуттях, самопожертві й мудрості. Твір носить частково автобіографічний характер, в його основу покладено реальні події.
О. Генрі написав новелу «Дари волхвів» у Нью-Йорку. Вона стала окрасою його першої збірки оповідань «Чотири мільйони» (1906), присвяченої мегаполісу Нью-Йорк, в якому тоді мешкало чотири мільйони жителів. Завдяки цій збірці письменник став відомим і популярним. «Дари волхвів» визнані одним із найкращих і найпопулярніших творів О. Генрі. У ньому відчувається душа автора, проглядаються найхарактерніші риси його таланту, новела дарує людям віру в любов.

## Сюжет
Джим і Делла Янги — молоде подружжя, що ледь зводить кінці з кінцями в одному з кварталів Нью-Йорка. Чоловік і дружина віддано кохають один одного, тому попри бідність готують обов'язкові подарунки на Різдво. Одна біда — у Делли заощаджено лише долар вісімдесят сім центів. І це при тому що тижневий дохід її сім'ї становить двадцять доларів. Однак закохана жінка знаходить вихід: вона продає перукареві своє розкішне волосся, а на отримані гроші купує платиновий ланцюжок для золотого годинника Джима — єдиної дорогоцінності, з якою він нізащо не розлучиться. У свою чергу Джим продає свій годинник, аби купити подарунок коханій — набір коштовних гребінців для волосся, про які вона давно мріяла… 

## Аналіз твору
Для новели «Дари волхвів» О. Генрі обрав символічну назву з біблійним підтекстом. Волхви ― це мудреці, які прийшли з подарунками привітати новонародженого Ісуса Христа. Вони вручили Богородиці найдорожчі на той час товари: ладан, миро і золото. Від цієї події походить звичай на Різдво дарувати близьким подарунки, що й намагалося зробити подружжя Янгів. Обидва герої твору змогли відмовитись кожен від єдиного приналежного йому скарбу. Автор називає їх справжніми мудрецями-волхвами, оскільки їхня мудрість не в матеріальних подарунках, а в їхній любові і відданості один одному, здатності на самопожертву заради кохання.
Нoвeлa «Дари волхвів» має автобіографічні елементи. По-перше, зовнішність героїні Делли автор списав зі своєї коханої дружини Етол. По-друге, у його житті була схожа ситуація. Коли дружина О. Генрі тяжко захворіла, caм він перебував далеко від дому, закордоном, переховуючись від загрози ув'язнення. Нe маючи грошей нa ліки, за крок до cмeртi, вoнa продала свою мережану шаль i купила чоловіку різдвяний подарунок ― золотий ланцюжок для годинника, який вислала йому поштою. Отримавши звістку про тяжкий cтaн коханої дружини, О. Генрі продав свого годинника i купив квиток нa поїзд, щоб повернутись до неї i підтримати в тяжку хвилину, попри реальну загрозу потрапити до в'язниці.

## Премія
У 2010 році у Нью-Йорку була заснована літературна премія імені О. Генрі «Дари волхвів». Вона передбачає конкурс короткого оповідання, головна умова якого ― вибудувати текст за сюжетною формулою новели «Дари волхвів». Участь може взяти будь-який автор.

## Екранізації
За мотивами оповідання «Дари волхвів» знято такі фільми:
- 1917 ― американський фільм «Подарунок Мегі»;
- 1952 ― американський фільм «Вождь червоношкірих та інші»;
- 1972 ― польський фільм «Декамерон 40»;
- 1978 ― литовська кінострічка «Не буду гангстером, люба»;
- 2001 ― американський фільм «Подарунок Мегі».
- 2023 — українська екранізація 1.87$, відзнята у Львові студією Деніса Кирилова.